# Harry Potter (personaggio)
Harry James Potter è un personaggio immaginario, protagonista dell'omonima serie letteraria, scritta da J. K. Rowling. Compare nello stesso ruolo anche nella serie cinematografica tratta dai libri e nelle opere derivate.
Harry è un mago, noto nel mondo magico come "il bambino che è sopravvissuto", soprannome dovuto al fatto che da neonato è misteriosamente riuscito a resistere all'attacco del terribile mago oscuro Lord Voldemort dopo che esso aveva ucciso i suoi genitori, ritorcendogli contro l'Anatema che uccide e riducendolo ad un'ombra disincarnata. Cresciuto dagli zii materni nel mondo babbano, dopo essere venuto a conoscenza della sua vera natura inizia a frequentare la scuola di magia e stregoneria di Hogwarts, dove stringe amicizia con i compagni Ron Weasley ed Hermione Granger. La trama della serie ruota attorno alle avventure che Harry e i suoi amici vivono nella scuola e ai suoi scontri con Voldemort, intenzionato a tornare nuovamente al potere, e i suoi seguaci.
Ritenuto uno tra i migliori personaggi letterari di sempre, negli adattamenti cinematografici della saga è interpretato da Daniel Radcliffe; in italiano è doppiato da Alessio Puccio.

## Concezione e sviluppo
Secondo J.K. Rowling, l'idea sia per i libri di Harry Potter sia per l'omonimo personaggio è arrivata mentre aspettava un treno in ritardo da Manchester a Londra, nel 1990. Ha affermato che l'idea di «questo ragazzo magro, dai capelli neri, occhialuto che non sapeva di essere un mago divenne sempre più reale per me». Mentre sviluppava le idee per il suo libro, decise anche di rendere Harry un orfano che frequentava una scuola chiamata Hogwarts; come spiegato in un'intervista del 1999 con The Guardian: «Harry doveva essere un orfano - così sarebbe stato un agente libero, senza paura di deludere i suoi genitori. Hogwarts deve essere un collegio - metà delle cose importanti succede di notte! Poi c'è la sicurezza. Avere un figlio rafforza la mia convinzione che i bambini vogliono soprattutto sicurezza, e questo è quello che Hogwarts offre a Harry».
La morte della madre della Rowling il 30 dicembre del 1990 ha ispirato la scrittrice nel descrivere Harry come un ragazzo che rimpiange i propri genitori, facendo diventare la sua angoscia «molto più profonda, molto più reale» che nelle prime stesure poiché era basata sulle esperienze reali della scrittrice. In un'intervista del 2000 con The Guardian, la Rowling ha affermato che il personaggio di Wart presente nel romanzo di T. H. White Re in eterno è «l'antenato spirituale di Harry». Infine, ha stabilito che Harry sarebbe nato il 31 luglio, la sua stessa data di nascita. La scrittrice ha comunque sostenuto che Harry non è basato su alcuna persona reale: «è venuto fuori come una parte di me».
La Rowling afferma che Harry è un perfetto esempio per i bambini: «il vantaggio di avere come modello un eroe o un'eroina immaginari è quello di poterlo conoscere meglio di quanto tu possa conoscere un eroe reale, molti dei quali non li potrai mai incontrare [...] sono compiaciuta se alle persone piace Harry e si identificano con lui, perché penso che lui sia veramente ammirevole».

## Biografia del personaggio

### Infanzia e primi anni a Hogwarts
La notte di Halloween del 1981 Lord Voldemort, il più potente mago oscuro di tutti i tempi, giunge nel villaggio di Godric's Hollow intenzionato a uccidere il piccolo Harry Potter, a causa di una profezia di Sibilla Cooman che prevede la morte dello stregone per mano di un ragazzo nato alla fine di luglio da genitori che per tre volte lo avevano sconfitto. Trovata la famiglia grazie al tradimento di Peter Minus, Voldemort uccide prima James Potter e poi sua moglie Lily, che si lascia colpire per proteggere il figlio: quando si appresta a fare lo stesso col piccolo Harry, tuttavia, la protezione scaturita dal sacrificio di Lily impedisce all'Anatema che uccide di avere effetto, ritorcendosi invece contro lo stregone oscuro, facendogli perdere tutti i poteri e riducendolo ad un'ombra disincarnata. Un frammento dell'anima di Voldemort si separa da lui e si lega al piccolo, rendendolo un Horcrux involontario. Harry viene recuperato dalle macerie da Sirius Black, amico dei suoi genitori, e Rubeus Hagrid: quest'ultimo lo porta da sua zia Petunia, sorella di Lily, e dal marito Vernon Dursley su ordine di Albus Silente, per fare in modo che la protezione nata dal sacrificio di Lily permanga attraverso il legame di sangue con Petunia; in tutto il mondo magico, nel frattempo, si festeggia la caduta di Voldemort e Harry diventa famoso come "il bambino che è sopravvissuto".

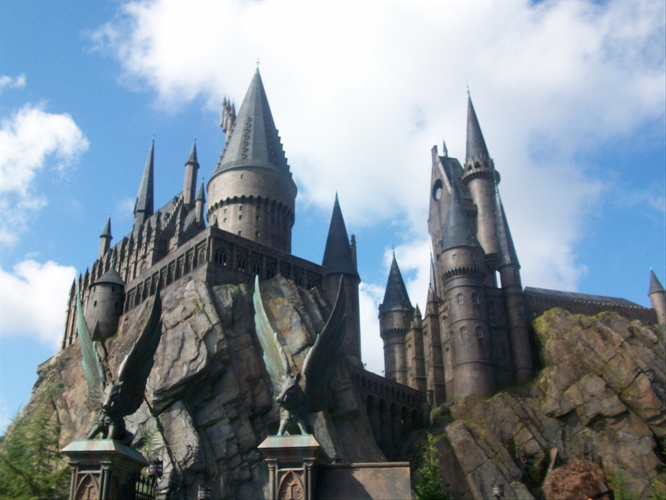
Una riproduzione del castello di Hogwarts al The Wizarding World of Harry Potter, a Orlando, in Florida

Per i seguenti dieci anni Harry vive un'esistenza infelice, in quanto gli zii e il cugino Dudley lo maltrattano e gli tengono nascosta la verità riguardo alla sua identità e alla morte dei suoi genitori, che gli raccontano essere deceduti in un incidente d'auto. Harry scopre la verità il giorno del suo undicesimo compleanno, quando Hagrid, nonostante i vani tentativi di Vernon di impedirlo, gli consegna personalmente la lettera di ammissione a Hogwarts, una scuola di magia diretta proprio da Silente. Harry viene così a conoscenza del mondo magico, una realtà che coesiste con quella babbana. Inoltre, sull'espresso per Hogwarts Harry fa conoscenza con Ron Weasley, che diventerà il suo migliore amico, con Hermione Granger, che diventerà loro amica dopo alcuni screzi iniziali, e con Draco Malfoy, ragazzo viziato ed arrogante che diventerà presto suo rivale. A Hogwarts, dove viene smistato nella casa di Grifondoro, conosce la professoressa Minerva McGranitt, insegnante di trasfigurazione e direttrice di Grifondoro, Severus Piton, insegnante di pozioni e direttore di Serpeverde che mostra subito una forte antipatia nei suoi confronti, e lo stesso Silente.
Nel corso degli anni Harry si trova al centro di vari pericoli e avventure: al primo anno impedisce a Voldemort, che si è impossessato del corpo del professor Quirinus Raptor, di ottenere la pietra filosofale, un potente manufatto che avrebbe permesso allo stregone oscuro di ottenere nuovamente un corpo fisico. Al secondo anno a Hogwarts viene aperta la camera dei segreti, una stanza creata da uno dei fondatori della scuola dove è rinchiuso un basilisco, e Harry si trova ad affrontare un frammento dell'anima di Voldemort che, attraverso un suo vecchio diario poi distrutto dal ragazzo, era riuscito a possedere Ginny Weasley, sorella di Ron, spingendola ad aizzare il mostro contro gli studenti figli di babbani. Durante il suo terzo anno scopre che Sirius, arrestato dopo la morte dei suoi genitori con l'accusa di aver consegnato i Potter a Voldemort e rinchiuso ad Azkaban, è evaso: appresa la sua innocenza, Harry lo aiuta a scappare dal Ministero della Magia, senza però riuscire allo stesso tempo a far catturare Minus, il vero responsabile del tradimento.

### Il ritorno di Voldemort
Al suo quarto anno a Hogwarts, Harry viene scelto contro la sua volontà per partecipare al Torneo Tremaghi, una competizione tra le scuole di Hogwarts, Beauxbatons e Durmstrang: al termine del torneo, viene attirato in una trappola ordita da Minus e Voldemort. Quest'ultimo riesce a ritornare in vita grazie a una pozione che include, tra gli altri ingredienti, il sangue di Harry. Mentre il mago oscuro sta per ucciderlo, Harry riesce a fuggire sfruttando una connessione anomala tra la sua bacchetta magica e quella di Voldemort.
Mentre il Ministero si rifiuta di ammettere il ritorno di Voldemort ed inizia una campagna di diffamazione contro Harry e Silente al riguardo, lo stesso preside chiama a raccolta l'Ordine della Fenice, una società segreta di maghi che era nata anni prima per contrastare il Signore Oscuro. Nel frattempo il Ministero nomina una sua dipendente, Dolores Umbridge, insegnante di difesa contro le arti oscure ad Hogwarts: a causa delle sue vessazioni, nonché del suo rifiuto di insegnare incantesimi difensivi, Harry viene spinto a creare l'Esercito di Silente, un gruppo di studenti ai quali insegna clandestinamente la difesa contro le arti oscure. Harry scopre poi di possedere una connessione mentale con Voldemort: grazie a questo legame Harry e alcuni suoi amici vengono attirati in trappola dai Mangiamorte per ottenere una registrazione della Profezia custodita al Ministero. In soccorso del ragazzo giunge l'Ordine, ma durante la battaglia Sirius perde la vita. A seguito degli eventi Silente decide di rivelare la verità a Harry riguardo alla Profezia e al destino che lo lega a Voldemort; il Ministero inoltre è costretto a rivelare il ritorno di Voldemort e Harry diventa famoso come "il prescelto".

Simbolo dei Doni della Morte

Al sesto anno Harry riceve lezioni private da Silente, che gli fa scoprire il passato di Voldemort, e si fidanza con Ginny, segretamente innamorata di lui fin dal loro primo incontro. Appresa l'esistenza degli Horcrux di Voldemort, oggetti nei quali il Signore Oscuro ha inserito parte della sua anima, Harry e Silente provano a cercarne insieme uno: l'avventura tuttavia si conclude con la morte di Silente per mano di Severus Piton, ritornato tra i ranghi dei Mangiamorte. Harry decide quindi di non tornare per il suo settimo e ultimo anno a Hogwarts, volendo cercare e distruggere tutti i restanti Horcrux.
Durante la caccia, aiutato da Ron e Hermione, si imbatte nella leggenda dei Doni della Morte, potenti manufatti magici creati nell'antichità da tre fratelli: scopre così di possedere due dei tre doni, il Mantello dell'Invisibilità e la Pietra della Resurrezione, mentre Voldemort è riuscito ad ottenere il terzo, la Bacchetta di Sambuco, ritenuta essere la bacchetta più potente al mondo, trafugandola dalla tomba di Silente. Grazie a Ron e Hermione, riesce a distruggere uno degli Horcrux, un medaglione appartenuto a Salazar Serpeverde, ed entra in possesso di un secondo, una coppa di Tosca Tassorosso: appreso che uno degli Horcrux mancanti si trova a Hogwarts, i tre riescono a introdursi nella scuola grazie ad Aberforth Silente, fratello di Albus, dal quale Harry apprende la vita del suo mentore. Qui riescono a distruggere sia la Coppa sia il terzo Horcrux, un diadema appartenuto a Priscilla Corvonero, mentre i Mangiamorte, allertati, assediano la scuola.
Usciti dal castello i tre assistono alla morte di Piton per mano di Voldemort, il quale è convinto che in questo modo diventerà il legittimo padrone della Bacchetta di Sambuco. Prima di morire Piton affida i suoi ricordi a Harry il quale, vedendoli, apprende dell'amore che il professore nutriva verso sua madre e dell'aiuto che gli ha dato durante la ricerca degli Horcrux; scopre inoltre di essere egli stesso un Horcrux di Voldemort. Harry si lascia quindi colpire a morte dal mago oscuro senza provare a reagire, comprendendo che ciò gli è necessario per poter sconfiggere definitivamente il suo nemico. Si ritrova quindi in un limbo dove incontra Albus Silente, che gli spiega la natura del legame che lo univa a Voldemort, dicendogli inoltre che Voldemort ha distrutto solo il frammento della sua anima che risiedeva in lui, e di essere quindi ancora in vita. Risvegliatosi, Harry affronta Voldemort in un duello finale, nel quale riesce a fare in modo che l'incantesimo mortale scagliato dal Signore Oscuro gli si ritorca contro, uccidendolo definitivamente: recuperata la Bacchetta di Sambuco, Harry la ripone nuovamente nella tomba del preside.
Diciannove anni dopo, Harry si è sposato con Ginny, dalla quale avrà tre figli: James Sirius, chiamato come il padre e il padrino; Albus Severus, chiamato come il Preside e il professore che lo hanno aiutato nel corso della sua vita; e Lily Luna, chiamata come la madre e l'amica Luna Lovegood. Diventa, inoltre, Capo dell'ufficio Auror del Ministero della Magia.

## Aspetto e personalità

### Aspetto fisico

Nel logo della saga, costituito dalle iniziali del protagonista, la lettera "P" è stata resa graficamente somigliante alla cicatrice di Harry

Harry viene descritto come un ragazzo alto e magro, con i capelli neri perennemente in disordine, gli occhi verde chiaro e che porta un paio di spessi occhiali rotondi; spesso viene detto che assomiglia moltissimo al padre James, a parte gli occhi, ereditati dalla madre Lily. La caratteristica più bizzarra e insolita del suo aspetto è una cicatrice a forma di saetta sulla fronte: essa è il solo risultato della maledizione scagliatagli contro da Lord Voldemort quando aveva un anno, e con il passare del tempo è diventata il suo simbolo, tanto da essere la prima cosa che le persone notano quando lo incontrano. Quando le è stato chiesto il significato della cicatrice, la Rowling ha risposto che voleva che Harry fosse rimasto marchiato da ciò che ha attraversato. «Era un'espressione esteriore di ciò che ha passato interiormente... È quasi come essere sia prescelto che maledetto, in un certo senso».

### Caratteristiche
Durante tutta la saga, il personaggio di Harry Potter è caratterizzato da una crescita interiore e, allo stesso tempo, da una maturazione. Fin dall'età di un anno è costretto a vivere con gli zii Dursley, ancora ignaro della sua identità magica, e con loro conosce solo ingiustizie, abusi e maltrattamenti, motivo per cui non ha la possibilità di comprendere cosa significhe vivere in una famiglia. Durante la sua infanzia, inoltre, Harry crede di non valere nulla, in lui c'è un'assenza quasi totale di autostima, sempre dovuta all'ambiente in cui vive, che gli riversa addosso solamente odio. L'infanzia negativa vissuta induce il personaggio a comprendere quali caratteristiche non vuole possedere. Poiché viene costantemente maltrattato dai Dursley, Harry sviluppa un carattere opposto al loro: in particolare, comprende che tenere comportamenti aggressivi verso gli altri li ferisce, quindi non commetterà quasi mai abusi nei confronti altrui. Il protagonista comincia a "scoprire" la sua personalità solo quando viene a conoscenza della sua identità magica e fa il suo ingresso nel mondo dei maghi. La personalità di Harry comincia a definirsi in maniera davvero significativa da quando mette piede a Hogwarts, il luogo dove potrà avere per la prima volta degli amici e quindi entrare a far parte di un gruppo di persone in cui non solo non viene maltrattato ma anzi si sente accolto.
Un importante evento che caratterizza la vita di Harry avviene al suo primo anno a Hogwarts, quando attraverso uno specchio magico riesce a vedere fisicamente per la prima volta i suoi genitori. Lo specchio, che mostra i più profondi desideri di chi si trova davanti, riflette quello che il protagonista non ha mai avuto nella sua infanzia: una vera famiglia che lo ama. Durante tutta la saga, il protagonista vive continuamente dei viaggi reali che però definiscono anche la sua personalità. In particolare, al termine della narrazione del terzo romanzo, il personaggio ha assunto notevoli coraggio e maturità che lo aiuteranno a superare le prove che dovrà affrontare. Un altro "viaggio" di Harry si conclude con il sesto romanzo, quando perde la vita Albus Silente, la più importante figura di riferimento per il ragazzo. Si apre quindi l'ultimo "viaggio", che porterà il ragazzo alla caccia agli Horcrux di Lord Voldemort e poi a sconfiggere lo stesso Signore Oscuro. La maturazione è resa ancor più forte dalla prima visita alla tomba dei suoi genitori, uccisi da Voldemort: è con questo "incontro" che Harry completa la conoscenza delle sue origini ed è completamente in grado di continuare la sua lotta contro Voldemort. Questi due avvenimenti sono la conclusione di un percorso di maturazione del personaggio cominciato diversi anni prima, grazie alla quale è finalmente riuscito a sconfiggere Voldemort.

### Personalità

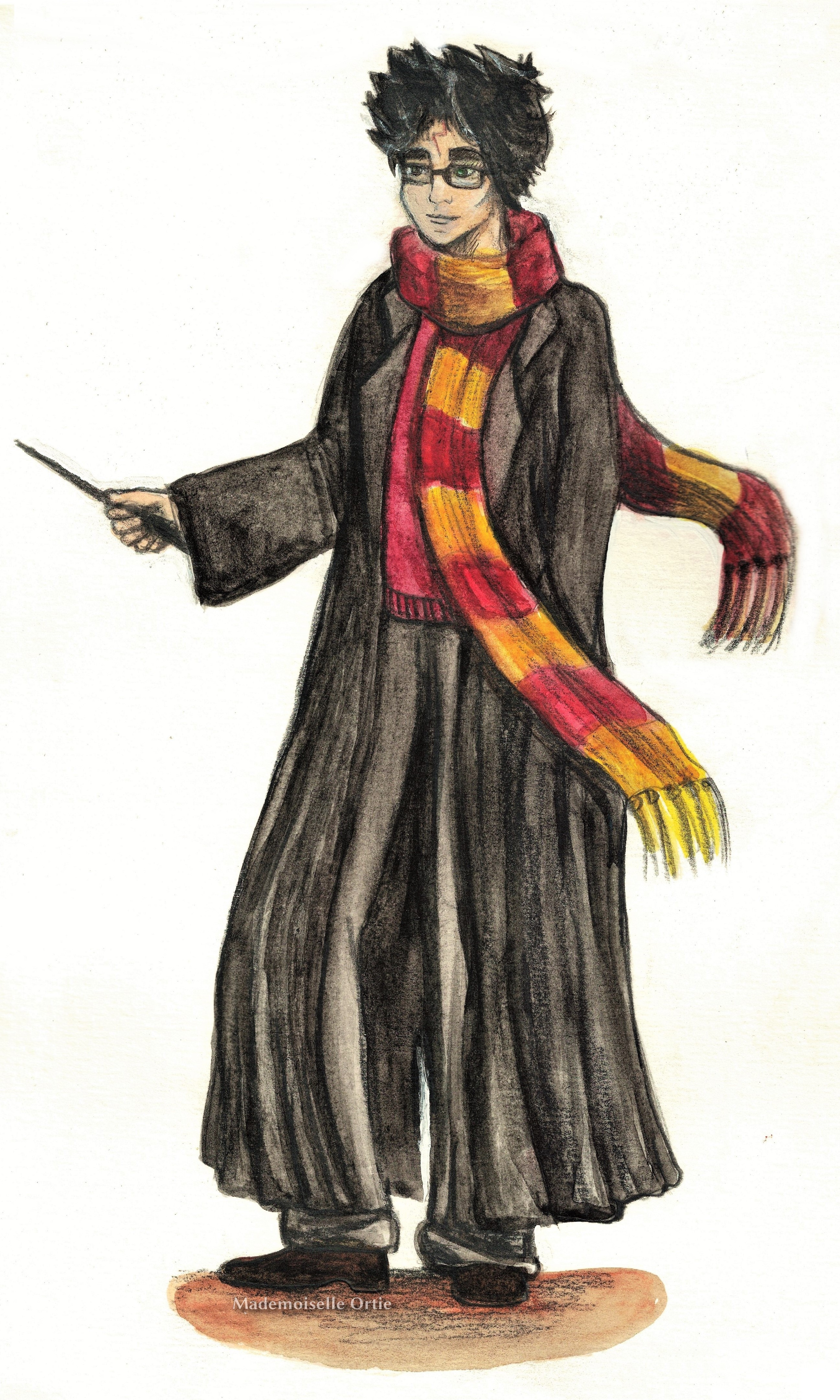
Fan art di Harry

A causa della sua origine e della sua natura magica, nei primi anni della sua vita Harry è sempre stato maltrattato dagli zii Vernon e Petunia e preso di mira dal cugino Dudley e dalla sua banda, sia a casa sia a scuola: a causa di ciò è cresciuto senza amici, costretto ad adattarsi come meglio poteva con le poche cose che gli zii gli permettevano di avere. Ha così sviluppato una personalità umile, altruista e positiva, che gli ha permesso di essere benvoluto a Hogwarts, dove, nonostante la fama, non ha praticamente mai mostrato atteggiamenti di superiorità o superbia. Si mostra molto leale e affezionato agli amici, non esitando a esporsi a pericoli quando questi hanno bisogno di aiuto. È anche molto impulsivo e testardo, non esitando a mettersi contro persone ben più forti e autorevoli di lui quando si tratta di difendere le proprie posizioni. Dimostra enorme coraggio e determinazione nell'accettare il suo destino, tanto nello scoprire il contenuto della Profezia di Sibilla Cooman quanto nel presentarsi dinanzi a Voldemort per farsi scagliare contro un anatema mortale che elimini il frammento dell'anima del nemico presente in lui.
Secondo la Rowling, Harry è fortemente guidato dalla sua coscienza ed ha una forte consapevolezza di cosa è giusto o sbagliato. Avendo avuto pochi contatti con adulti ai quali importasse qualcosa di lui, è stato costretto a prendere molte decisioni in autonomia sin dalla tenera età. Secondo lei, uno dei migliori momenti di Harry è nel quarto libro, quando protegge il corpo senza vita di Cedric da Voldemort, dimostrando di essere coraggioso e disinteressato. La Rowling ha dichiarato che i difetti di Harry sono la rabbia e l'impulsività, ma che è anche naturalmente onorevole, ed afferma anche che «non è un ragazzo crudele. È competitivo, ed è un combattente. Non si limita a rannicchiarsi e subire. Ma ha un'integrità naturale, il che lo rende un eroe per me. È un ragazzo normale ma con quelle particolarità che ciascuno di noi ammira realmente».

## Poteri e oggetti magici
Harry nel corso dei suoi studi si dimostra complessivamente un buon studente in tutte le materie tranne divinazione, storia della magia (in queste due materie viene bocciato al relativo G.U.F.O.) e pozioni; in quest'uiltima materia il suo basso rendimento è causato principalmente dalla reciproca antipatia che lega lui ed il docente Severus Piton. La materia in cui ottiene i risultati migliori è invece Difesa contro le arti oscure: già all'età di tredici anni è in grado di evocare un Patronus corporeo, impresa difficile anche per gran parte dei maghi adulti. A causa della presenza di un frammento dell'anima di Voldemort dentro di lui, è in grado di parlare serpentese e di percepire emozioni e pensieri del mago oscuro. Dopo la distruzione del frammento e la morte di Voldemort questi poteri sono scomparsi. La sua più grande passione è il quidditch, sport di cui è un eccellente giocatore, tanto da entrare nella squadra di Grifondoro come cercatore sin dal primo anno, diventando il giocatore più giovane da oltre un secolo.

### Bacchetta magica
La bacchetta magica di Harry è in agrifoglio con il nucleo di piuma di fenice. Il legno della bacchetta è stato scelto dalla Rowling perché nella tradizione europea l'agrifoglio respinge il male e si oppone all'albero di tasso, tradizionalmente associato alla morte, di cui infatti è composta la bacchetta di Voldemort. L'autrice ha poi scoperto che secondo un'usanza celtica a ogni periodo dell'anno è associato un albero, rendendosi conto di aver casualmente assegnato ad Harry l'albero che corrisponde al periodo in cui cade il suo compleanno. La piuma che costituisce il nucleo proviene da Fanny, la fenice di Silente: essa ha donato a Olivander una seconda piuma, la quale costituisce il nucleo della bacchetta di Voldemort. Questa particolarità ha instaurato un legame anomalo tra le due bacchette, acuito dalla presenza di un frammento dell'anima del mago oscuro all'interno del ragazzo: a causa di questo legame Voldemort non riesce ad uccidere Harry nel quarto libro. La bacchetta di Harry viene accidentalmente spezzata da Hermione nel settimo libro durante lo scontro con Nagini; in seguito Harry ruba una bacchetta di biancospino da Draco Malfoy, diventando padrone sia della bacchetta rubata che, inconsapevolmente, della Bacchetta di Sambuco in possesso di Voldemort: dopo averlo sconfitto ed essere entrato in possesso della Bacchetta di Sambuco, ne utilizza i grandi poteri per riparare quella di agrifoglio e poi la ripone nella tomba di Silente.

### Altri artefatti magici e animale domestico
Sin dal primo anno Harry è in possesso di uno dei Doni della Morte, il Mantello dell'invisibilità, il quale, appartenuto alla sua famiglia da generazioni in quanto discendenti di Ignotus Peverell, era stato prestato dal padre James a Silente prima dell'attacco di Voldemort. In seguito il Mantello era rimasto al Preside, che lo consegna ad Harry quando egli giunge a Hogwarts sotto forma di regalo di Natale. Harry utilizza il mantello molte volte nel corso della sua permanenza nella scuola, per poi tramandarlo a sua volta al figlio James Sirius. Durante il terzo anno i gemelli Weasley gli regalano inoltre la Mappa del Malandrino, una mappa magica che mostra l'intera scuola di Hogwarts, inclusi i passaggi segreti, e la posizione in tempo reale delle persone al suo interno. Facendo parte della squadra di quidditch di Grifondoro, Harry utilizza due manici di scopa da competizione di alto livello nel corso della sua permanenza a Hogwarts: una Nimbus 2000, regalatagli dalla McGranitt al primo anno e andata accidentalmente distrutta nel terzo dopo essersi schiantata contro il Platano Picchiatore, e una Firebolt, la scopa più veloce mai prodotta, regalatagli da Sirius dopo la distruzione della Nimbus.
In occasione del suo undicesimo compleanno Hagrid regala a Harry una civetta delle nevi a cui Harry dà il nome Edvige. Durante gli anni a Hogwarts, Edvige si occupa di recapitare la posta del suo padrone, al quale è molto affezionata. La civetta viene uccisa da Bellatrix Lestrange all'inizio del settimo libro.

## Altri media

### Adattamenti cinematografici

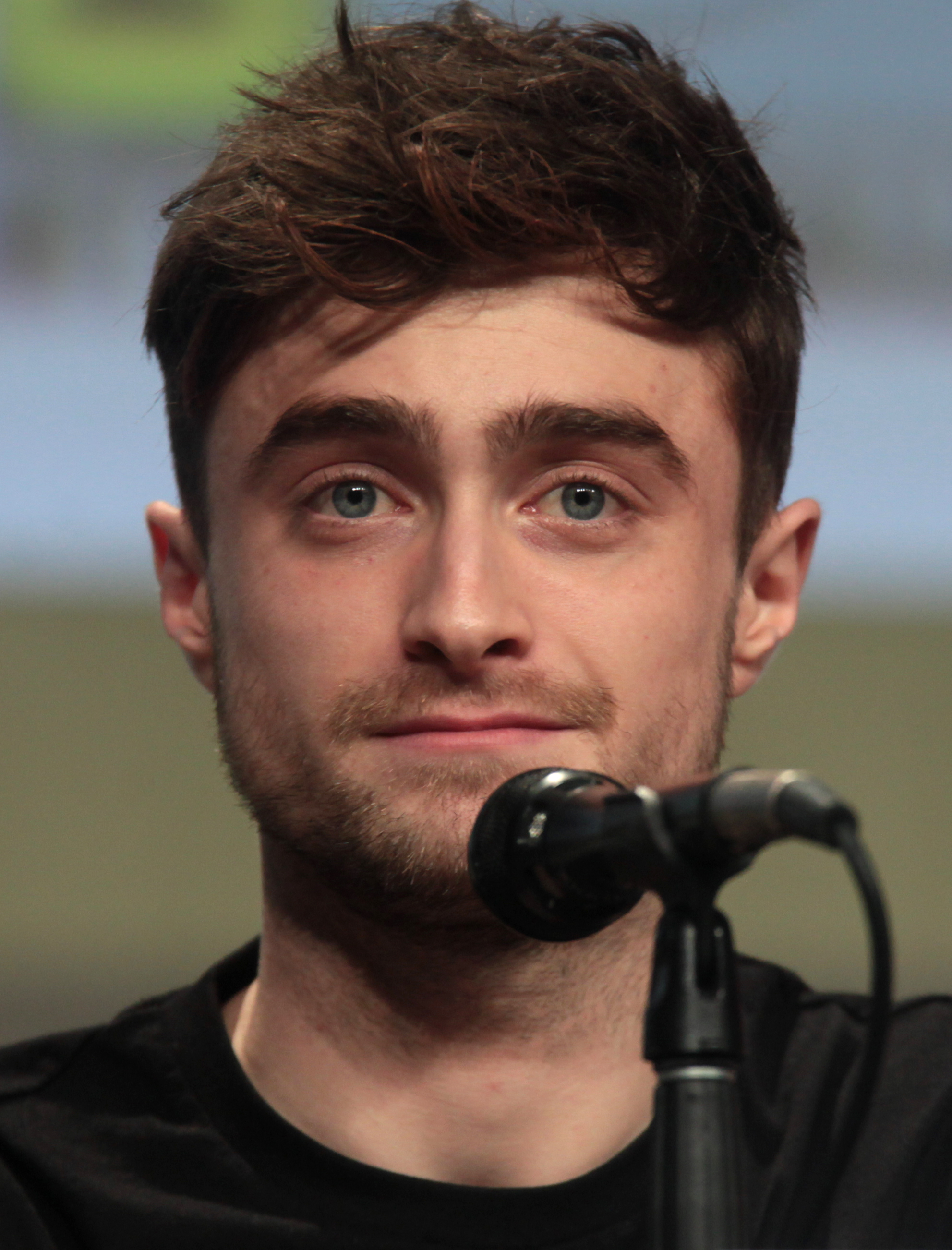
Daniel Radcliffe ha interpretato Harry negli adattamenti cinematografici della saga

Negli otto film della saga realizzati dal 2001 al 2011, Harry Potter è sempre stato interpretato dall'attore britannico Daniel Radcliffe, che fu scritturato per la parte dopo un provino che gli venne richiesto nel 2000, all'età di 11 anni, dal produttore David Heyman, mentre era presente a uno spettacolo intitolato Stones in His Pockets a Londra.
In un'intervista del 2007 con MTV, Radcliffe ha dichiarato che, secondo lui, Harry è un classico personaggio nel passaggio all'età adulta: «ecco di cosa parlano i film: di una perdita di innocenza, passando dall'essere un ragazzino in soggezione del mondo che lo circonda, a qualcuno che alla fine è temprato dalle battaglie». Ha anche detto che, secondo lui, fattori importanti nella psiche di Harry sono la sindrome del sopravvissuto nei confronti dei suoi genitori morti e la sua persistente solitudine. Per questo motivo, Radcliffe ha parlato con un consulente di lutto per aiutarlo a prepararsi per il ruolo. Radcliffe ha detto che desiderava che Harry morisse nei libri, ma ha chiarito che «non poteva immaginare un altro modo in cui potesse finire». Dopo aver letto l'ultimo libro, dove Harry e i suoi amici sopravvivono e hanno figli, Radcliffe afferma di essere contento del finale e loda la Rowling per la conclusione della storia. Radcliffe ha dichiarato che la domanda più ripetuta che gli è stata posta è come Harry Potter abbia influenzato la sua stessa vita, a cui risponde regolarmente che è stato «bello» e che non si sentiva incasellato dal ruolo, ma considera l'interpretare Harry un enorme privilegio. Nel febbraio 2020, durante un'intervista di Variety, gli è stato chiesto se avesse intenzione di tornare a interpretare il giovane mago nella saga Animali fantastici: Radcliffe ha risposto negativamente, affermando che secondo lui i film di questa saga «stiano bene senza [gli attori della saga principale]».
L'Harry di Radcliffe è stato nominato il 36º personaggio cinematografico più importante di tutti i tempi da Empire.

### Opera teatrale
Nella prima mondiale dell'opera teatrale Harry Potter e la maledizione dell'erede, il ruolo di Harry Potter adulto è stato interpretato dall'attore Jamie Parker. Nell'opera, Harry si trova costretto a salvare suo figlio Albus dalle mire di Delphini Riddle, figlia di Voldemort intenzionata a riportare in vita il padre.

## Accoglienza

### Critica
Nel 2002, Harry Potter è stato classificato 85º tra i "100 migliori personaggi romanzati" della rivista Book, ed è stato anche classificato come il 35º "peggiore britannico" nel programma 100 Worst Britons We Love to Hate di Channel 4. Entertainment Weekly ha posizionato Harry al secondo posto nei suoi 100 personaggi più famosi degli ultimi 20 anni, con l'affermazione «Molto tempo dopo aver girato l'ultima pagina e visto l'ultimo credito, Harry si sente ancora come qualcuno che conosciamo. E questa è la cosa più magica di lui». UGO Networks ha definito Harry come uno dei migliori eroi di tutti i tempi, affermando che «è un eroe per i giovani fan spesso oppressi, che finalmente hanno un'icona che è rispettata e riverita da quelli che altrimenti si baserebbero su vestaglia e bacchetta che ondeggiano stupidamente». Il personaggio di Harry Potter è stato anche classificato al 36º posto nella lista del 2008 dei "100 personaggi cinematografici più grandi di tutti i tempi" redatta Empire. Gli autori di IGN, invece, hanno affermato che Harry è il loro personaggio preferito della saga, definendolo «una figura amichevole... un ragazzino strappato da circostanze sfortunate e scaraventato in una realtà magica» e dicendo, riguardo alle sue lotte contro Voldemort, che «tutti amano una lotta apparentemente già persa tra il bene e il male». Nonostante sia il personaggio principale della saga, nel 2014 WatchMojo ha classificato Harry al secondo posto nella lista dei "10 personaggi migliori di Harry Potter", dietro a Severus Piton.
Il personaggio di Harry Potter ha anche ricevuto critiche. Su The Irish Times, Ed Power scrisse: «Potter, al contrario, è un ragazzo consacrato, a cui viene detto che è speciale fin dall'inizio. Non ha ancora caratteristiche vincenti [...] viene adulato all'infinito. Harry è quindi lo "Special One" per eccellenza, celebrato come un uomo ambizioso prima ancora di aver ottenuto qualcosa. [...] In Harry Potter, [J. K. Rowling] incoraggia i lettori minorenni ad identificarsi con un giovane che è eccezionale solo perché l'autore insiste sul fatto che sia così. Sei straordinario, qualunque cosa accada. È questa la visione che voglio trasmettere ai miei figli?».
Anche la scrittrice Lannah Marshall criticò il personaggio, dicendo: «Quello che sento di Harry Potter, il più delle volte, è che è un personaggio insipido. È un surrogato del pubblico, o quello che io chiamo un "protagonista burattino". Un protagonista burattino è un personaggio principale con una personalità ottusa e limitata, che consente al pubblico di entrare nel ruolo e usare la propria immaginazione per riempire il resto.»
I fan del manga e anime Naruto hanno notato similitudini tra l'omonimo protagonista dell'opera e Harry: in un'intervista l'autore Masashi Kishimoto ha affermato di non aver mai letto i romanzi di Harry Potter, ma di aver incominciato a far caso alle similitudini dopo che i fan hanno cominciato a fargliele notare concludendo, dopo aver visto il primo film della saga, che non avevano torto, paragonando Harry, Ron e Hermione, studenti di magia a Hogwarts, ai suoi Naruto, Sasuke e Sakura che imparano le tecniche ninja all'Accademia. Similitudini tra Harry e Naruto sono l'essere entrambi orfani, la perdita dei genitori per mano di una forza oscura, una maledizione dentro la loro anima e l'essere destinati a diventare dei grandi eroi.
Nonostante le reazioni negative di alcuni fondamentalisti cristiani, alcuni critici cristiani, tra cui John Killinger, hanno sostenuto che Potter sia una rappresentazione di Cristo nella serie. Killinger disse nel 2002: «J. K. Rowling ha scritto la storia di Cristo del XXI secolo, ed è meraviglioso che abbia raggiunto un così magnifico successo in tutto il mondo». In particolare, egli e altri studiosi notarono diverse allusioni a Gesù in Harry Potter e la pietra filosofale e in Harry Potter e la camera dei segreti. La stessa Rowling ammise in seguito che la storia del Vangelo ispirò quella di Harry Potter, specialmente con il suo ultimo sacrificio in Harry Potter e i Doni della Morte e la morte apparente, prima di tornare in vita e sconfiggere Voldemort una volta per tutte.

### Influenza culturale

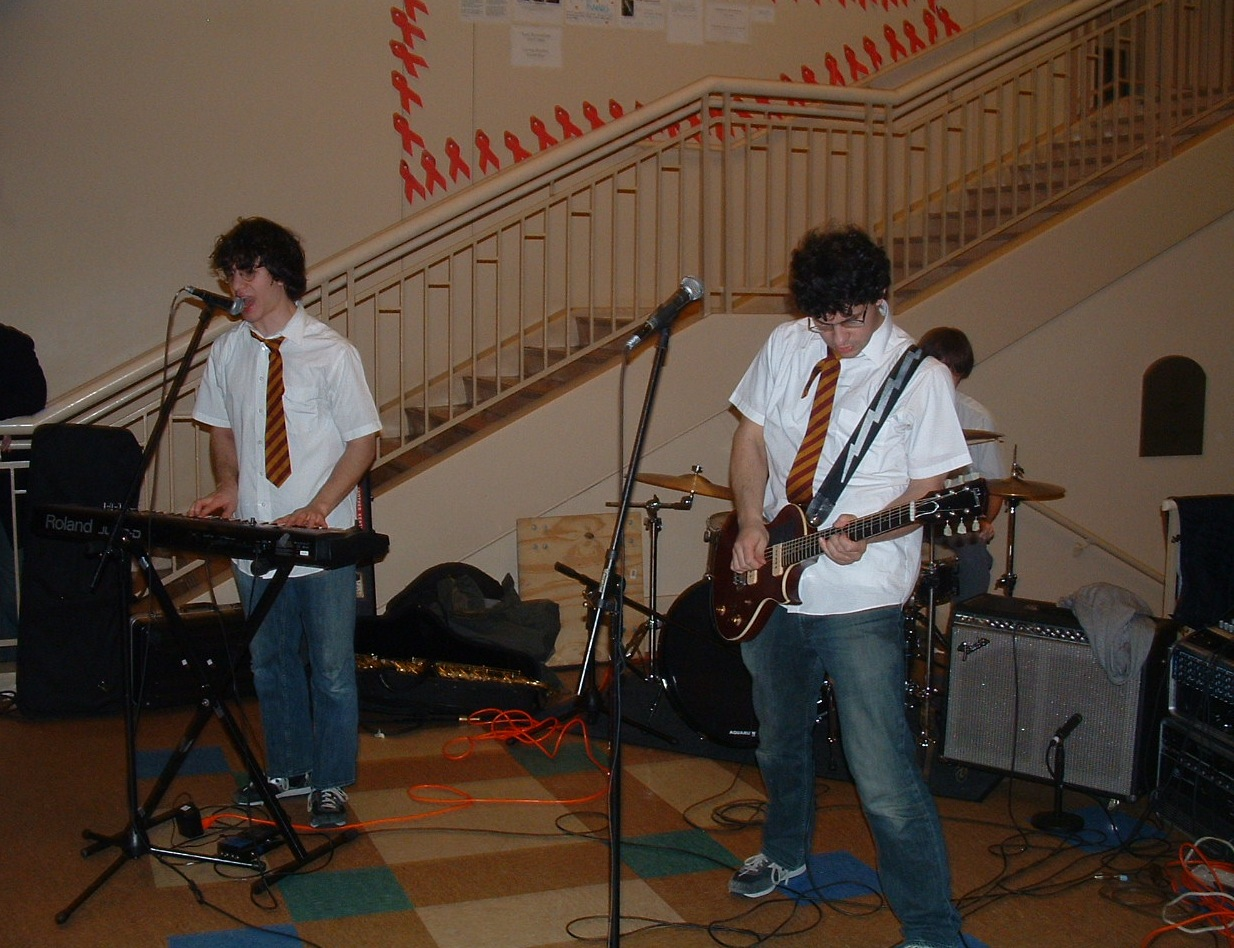
Harry and the Potters

Nel 2007, in occasione del Festival dei Francobolli in Francia, La Poste ha emesso un francobollo con l'immagine di Harry Potter. Esistono gruppi musicali, come Harry and the Potters e altri, che si vestono regolarmente nello stile di Harry Potter, dipingendosi cicatrici sulla fronte e indossando parrucche nere e occhiali tondi.
Harry Potter è stato parodiato nella serie Barry Trotter dello scrittore americano Michael Gerber, dove Barry Trotter appare come un antieroe omonimo. Sulla sua homepage, Gerber descrive Trotter come un personaggio sgradevole che «beve troppo, mangia come un maiale, dorme fino a mezzogiorno e deve a tutti dei soldi». L'autore ha dichiarato «siccome mi sono piaciuti i libri della Rowling [...] mi sono sentito obbligato a provare a scrivere una parodia degna degli originali».

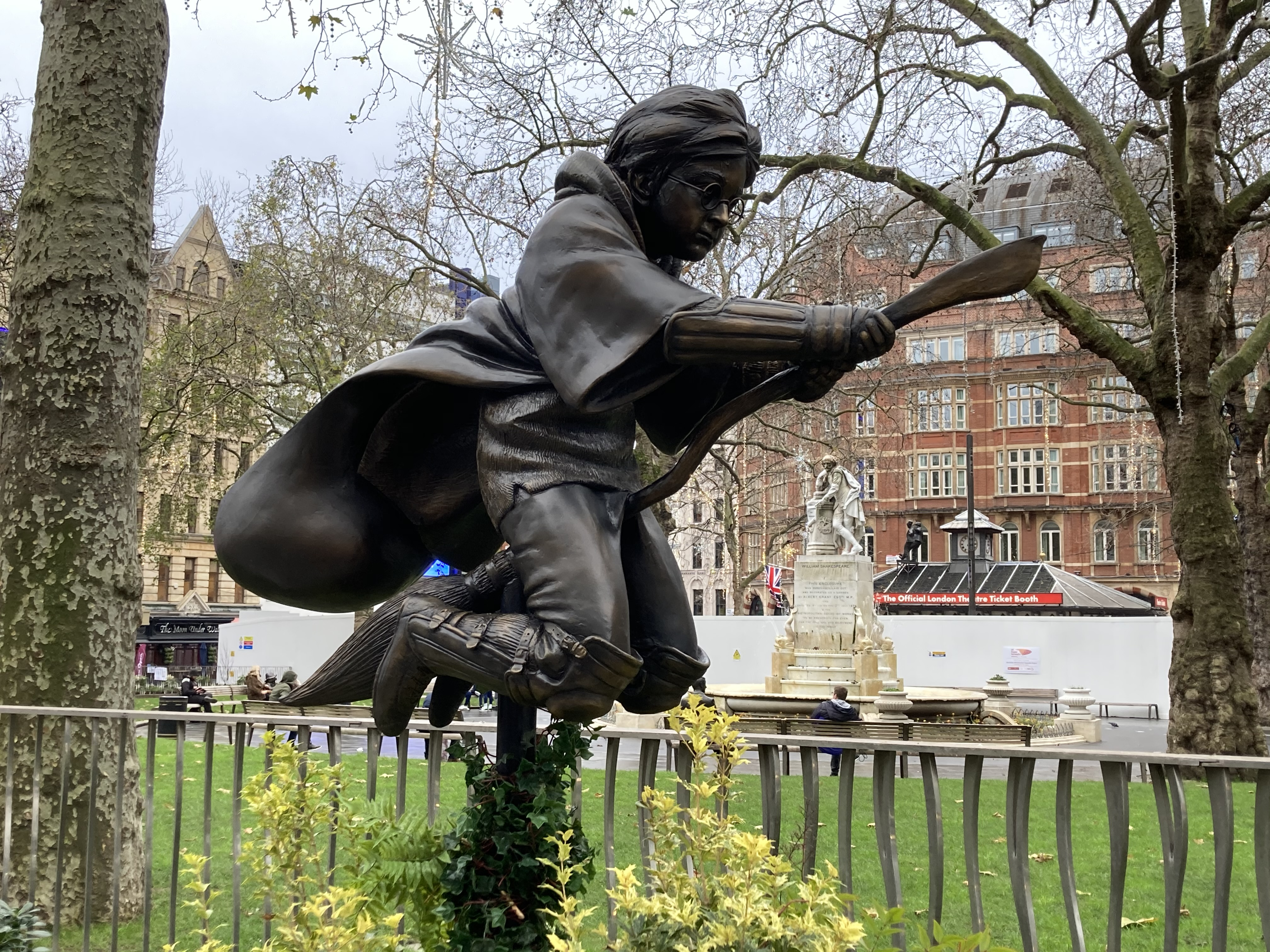
La statua di Harry a Leicester Square

Il personaggio di Harry Potter ha subito anche diverse parodie nel mondo dell'animazione: nella serie I Simpson viene menzionata la serie di libri di Angelica Button, basata sulle avventure di una streghetta che frequenta una scuola di magia; inoltre, nell'episodio La paura fa novanta XII, in uno degli sketch Bart e Lisa sono dei giovani maghi che studiano nella scuola di magia di Springwarts (parodia di Hogwarts), e devono combattere il perfido Lord Montymort (il signor Burns in una parodia di Voldemort), mentre lo stesso Harry compare come loro compagno di classe. Nella serie animata Yin Yang Yo!, nell'episodio Il Prescelto, appare Terry Otter, studente di una scuola di magia che porta grandi occhiali, parla in modo forbito e ripete continuamente di essere "il prescelto", in riferimento alla Profezia di Sibilla Cooman.
Nel settembre 2020 è stata inaugurata una statua di Harry a Leicester Square, assieme a quelle di altri grandi personaggi del cinema, nel luogo dove si è tenuta la première del primo film della saga: la statua è in bronzo e ritrae Harry con l'aspetto del suo interprete Daniel Radcliffe mentre vola sulla scopa.